# Nymphalis dorfmeisteri
Nymphalis dorfmeisteri är en fjärilsart som beskrevs av Fischer 1902. Nymphalis dorfmeisteri ingår i släktet Nymphalis och familjen praktfjärilar. Inga underarter finns listade i Catalogue of Life.